# Anthony Gonçalves
Anthony Gonçalves est un footballeur français né le 6 mars 1986 à Chartres (Eure-et-Loir). Il joue au poste de milieu défensif ou de piston droit. 
Après quatorze ans au Stade lavallois, il rejoint en 2016 le RC Strasbourg où il reste trois ans avant de rejoindre le SM Caen en 2019. En 2022, il fait son retour au Stade lavallois.

## Biographie

### Enfance et formation (1992-2006)
D'origine portugaise, Anthony Gonçalves grandit dans une famille modeste du quartier de La Madeleine, à Chartres. Son père est ouvrier, sa mère assistante maternelle, et il a trois frères. Il fait ses débuts au football à l'âge de six ans à l'Horizon Beaulieu de Chartres. Il joue alors au poste d'attaquant et c'est à ce poste qu'il est remarqué en équipe des moins de quinze ans du FC Chartres par le Stade lavallois.
Il est replacé au poste de milieu défensif lorsqu'il intègre le centre de formation des « Tango ». Scolarisé au Lycée Ambroise-Paré en section sport-études, il remporte en janvier 2003 le Challenge Jean-Leroy (championnat de France cadets UNSS) à Clairefontaine, et reçoit le trophée des mains d'Aimé Jacquet. Pour la saison 2003-2004, il effectue une première année avec les 18 ans nationaux du Stade lavallois, apparaissant parfois avec l'équipe C en DSR. Il commence la saison 2004-2005 avec les 18 ans nationaux, alternant avec l'équipe C en DH et Coupe du Maine. En mars 2005 il atteindra les seizièmes de finale de la Coupe Gambardella mais connaît une élimination surprise à Vannes. En fin de saison il effectue quelques apparitions avec l'équipe B en CFA2. Au total lors de cette saison, il inscrit 8 buts (5 en 18 ans nationaux, 2 en Coupe du Maine, 1 en DH). Lors de la saison 2005-2006, il alterne entre l'équipe B en CFA2 et l'équipe C en DH.

### Carrière professionnelle
En 2007, il pense à quitter le club et à s'engager au FC Drouais mais finalement préfère persévérer dans son club formateur. Philippe Hinschberger, l'entraîneur lavallois, le fait débuter en équipe en septembre 2007. Il touche alors moins de 800€ brut par mois. En juin 2008, il resigne avec le Stade, et devient titulaire au poste de milieu défensif. En fin de saison, il est élu dans l'équipe-type de National, en tant que remplaçant. Le club mayennais termine vice-champion de France de National et monte ainsi en division 2. Il signe alors son premier contrat professionnel.
Après avoir disputé 28 matchs en 2009-2010, il est absent pendant six mois la saison suivante, à cause d'une blessure à la cheville mal soignée, et ne revient qu'en janvier 2011 dans l’équipe. En mai 2011, il prolonge son contrat dans son club formateur jusqu'en 2014. Il est nommé par son entraîneur capitaine de l'équipe en août 2013 et déclare alors : « C'est un honneur, une fierté. Le coach m'a donné cette responsabilité, par rapport à ma combativité, mon état d'esprit. C'est une reconnaissance du travail accompli depuis plusieurs années ». En mai 2014, il signe un nouveau contrat d'une durée de deux ans avec le Stade lavallois. En fin de contrat en 2016, il décline la proposition lavalloise et annonce, en mai 2016, son départ du club au terme de la saison. En janvier 2020, il sera élu Lavallois de la décennie par les lecteurs d'Ouest-France.

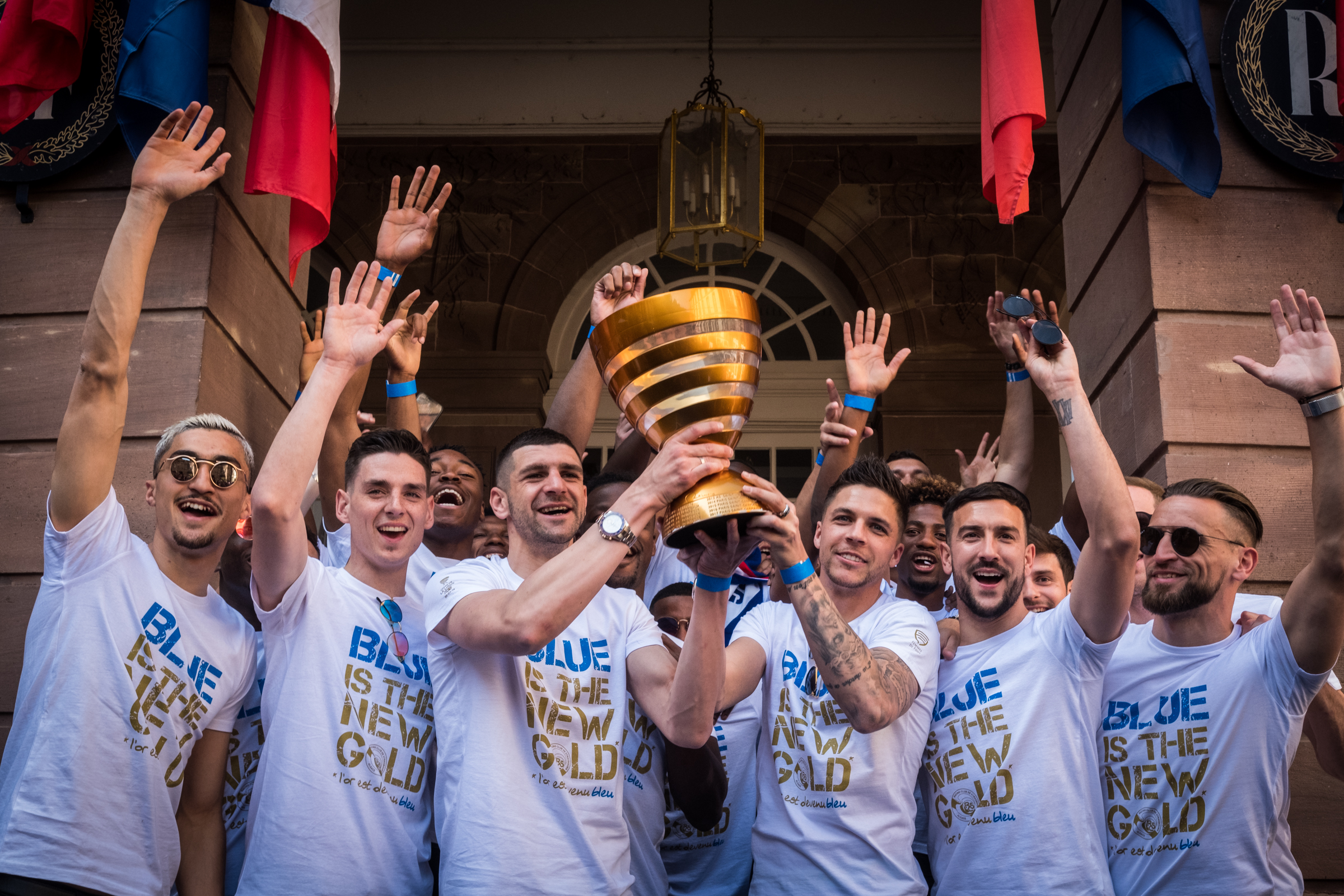
Anthony Gonçalves (à droite), lors de la présentation de la Coupe de la Ligue 2019.

Il s'engage pour deux saisons avec le RC Strasbourg qui vient de remonter en Ligue 2. Il inscrit son premier but avec le club strasbourgeois, le 7 janvier 2018, lors d'un match de Coupe de France face au Dijon FCO. Dès sa première saison en Alsace il remporte le titre de champion de France de Ligue 2 et accède à la Ligue 1. En 2018 il prolonge de deux ans son contrat avec le RC Strasbourg. Le 19 août 2018, Gonçalves inscrit son premier but en Ligue 1 contre l'AS Saint-Étienne (1-1). Fin mars 2019, il assiste depuis le banc à la victoire des siens en Coupe de la Ligue aux dépens de Guingamp après une séance de tirs au but. Le 3 avril 2019, Gonçalves s'offre son premier doublé dans l'élite face au Stade de Reims (4-0),. Quatre jours plus tard, il marque un but spectaculaire depuis l'extérieur de la surface permettant à Strasbourg de mener au score contre le Paris Saint-Germain au Parc des Princes mais le match se solde par un nul 2-2. En janvier 2020, le magazine France Football le désigne dans l'équipe type de la décennie du RC Strasbourg.
Après trois saisons à Strasbourg, il signe un contrat de trois ans avec le Stade Malherbe Caen, relégué en Ligue 2. Le 6 mai 2022 le club annonce son départ, son contrat n’étant pas prolongé. Il fait son retour au Stade lavallois, tout juste promu en Ligue 2. En août 2022 il dispute son 300ème match en Ligue 2.

### Engagements syndicaux
Lors de la saison 2015-2016 il est l'un des deux délégués syndicaux de l'UNFP au sein du Stade lavallois. Il occupe de nouveau cette fonction au RC Strasbourg puis au SM Caen.

## Style de jeu et personnalité

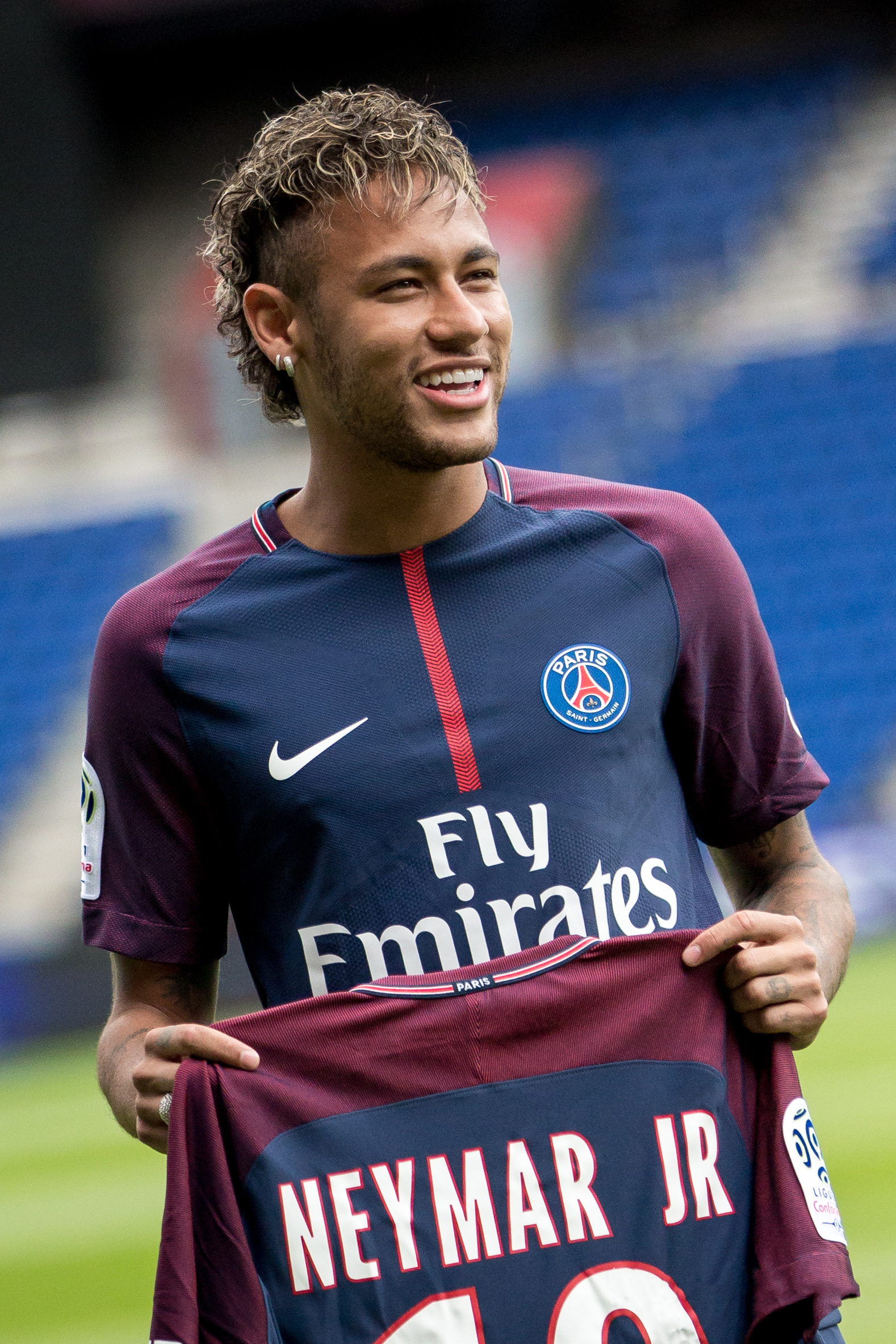
En 2019, Anthony Gonçalves déclenche une polémique avec le Brésilien Neymar.

Anthony Gonçalves est un joueur polyvalent. Initialement attaquant, il est resitué au milieu de terrain par ses formateurs à Laval, et est également capable de jouer latéral droit. Il est apprécié par ses entraîneurs pour son abnégation et sa combativité,.
En janvier 2019, après un match de Coupe de France, il déclenche une polémique avec le Brésilien Neymar, sorti sur blessure ce soir-là, en déclarant au micro d'Eurosport 2 : « Quand tu veux jouer comme ça, ne viens pas te plaindre si tu prends des coups derrière. Qu'il ne vienne pas chouiner ! ». Il recevra un simple rappel à l'ordre de la commission de discipline de la Fédération. Neymar lui répond séchement : « De quel droit le gars se permet de dire ces conneries ? Je ne vais pas le dribbler pour le ridiculiser, je vais le dribbler pour aller au but. »

## Statistiques
| Saison                | Club                  | Championnat           | Championnat | Championnat | Championnat | Coupe nationale | Coupe nationale | Coupe nationale | Coupe de la Ligue | Coupe de la Ligue | Coupe de la Ligue | Total | Total | Total |
| Saison                | Club                  | Division              | M.          | B.          | P.d.        | M.              | B.              | P.d.            | M.                | B.                | P.d.              | M.    | B.    | P.d.  |
| 2007-2008             | Stade lavallois       | National              | 11          | 1           | 0           | 1               | 0               | 0               | -                 | -                 | -                 | 12    | 1     | 0     |
| 2008-2009             | Stade lavallois       | National              | 33          | 1           | 0           | -               | -               | -               | -                 | -                 | -                 | 33    | 1     | 0     |
| 2009-2010             | Stade lavallois       | Ligue 2               | 28          | 1           | 2           | 3               | 0               | 0               | 2                 | 0                 | 0                 | 33    | 1     | 2     |
| 2010-2011             | Stade lavallois       | Ligue 2               | 10          | 0           | 0           | -               | -               | -               | -                 | -                 | -                 | 10    | 0     | 0     |
| 2011-2012             | Stade lavallois       | Ligue 2               | 31          | 2           | 0           | 3               | 0               | 0               | 1                 | 0                 | 0                 | 35    | 2     | 0     |
| 2012-2013             | Stade lavallois       | Ligue 2               | 33          | 4           | 4           | 2               | 0               | 0               | 2                 | 0                 | 0                 | 37    | 4     | 4     |
| 2013-2014             | Stade lavallois       | Ligue 2               | 34          | 0           | 3           | 2               | 0               | 0               | 1                 | 0                 | 0                 | 37    | 0     | 3     |
| 2014-2015             | Stade lavallois       | Ligue 2               | 35          | 2           | 3           | 3               | 0               | 0               | 2                 | 1                 | 0                 | 40    | 3     | 3     |
| 2015-2016             | Stade lavallois       | Ligue 2               | 35          | 0           | 4           | 1               | 0               | 0               | 4                 | 1                 | 0                 | 40    | 1     | 4     |
| Sous-total            | Sous-total            | Sous-total            | 250         | 11          | 16          | 15              | 0               | 0               | 12                | 2                 | 0                 | 277   | 13    | 16    |
| 2016-2017             | RC Strasbourg         | Ligue 2               | 27          | 0           | 5           | 3               | 0               | 0               | 2                 | 0                 | 0                 | 32    | 0     | 5     |
| 2017-2018             | RC Strasbourg         | Ligue 1               | 29          | 0           | 0           | 4               | 2               | 1               | 2                 | 0                 | 1                 | 35    | 2     | 2     |
| 2018-2019             | RC Strasbourg         | Ligue 1               | 18          | 5           | 2           | 2               | 0               | 0               | 1                 | 0                 | 0                 | 21    | 5     | 2     |
| Sous-total            | Sous-total            | Sous-total            | 74          | 5           | 7           | 9               | 2               | 1               | 5                 | 0                 | 1                 | 88    | 7     | 9     |
| 2019-2020             | SM Caen               | Ligue 2               | 22          | 1           | 2           | 2               | 1               | 0               | 1                 | 0                 | 0                 | 25    | 2     | 2     |
| 2020-2021             | SM Caen               | Ligue 2               | 25          | 0           | 1           | 1               | 0               | 0               | -                 | -                 | -                 | 26    | 0     | 1     |
| 2021-2022             | SM Caen               | Ligue 2               | 15          | 0           | 1           | 1               | 0               | 0               | -                 | -                 | -                 | 16    | 0     | 1     |
| Sous-total            | Sous-total            | Sous-total            | 62          | 1           | 4           | 4               | 1               | 0               | 1                 | 0                 | 0                 | 67    | 2     | 4     |
| 2022-2023             | Stade lavallois       | Ligue 2               | 32          | 1           | 2           | 0               | 0               | 0               | -                 | -                 | -                 | 32    | 1     | 2     |
| 2023-2024             | Stade lavallois       | Ligue 2               | 32          | 1           | 1           | 4               | 0               | 0               | -                 | -                 | -                 | 36    | 1     | 1     |
| 2024-2025             | Stade lavallois       | Ligue 2               | 16          | 0           | 0           | 3               | 0               | 0               | -                 | -                 | -                 | 19    | 0     | 0     |
| Sous-total            | Sous-total            | Sous-total            | 78          | 2           | 3           | 7               | 0               | 0               | -                 | -                 | -                 | 85    | 2     | 3     |
| Total sur la carrière | Total sur la carrière | Total sur la carrière | 464         | 19          | 30          | 35              | 3               | 1               | 18                | 2                 | 1                 | 517   | 24    | 32    |

## Palmarès
| RC Strasbourg (2) :                                                            | Stade lavallois :                   |
| ------------------------------------------------------------------------------ | ----------------------------------- |
| - Ligue 2 (1) : - Champion : 2017 - Coupe de la Ligue (1) : - Vainqueur : 2019 | - National : - Vice-champion : 2009 |

## Vie personnelle
En couple avec Laura, rencontrée avant son arrivée à Laval,, il est père de deux enfants.
Il est titulaire d'un BTS négociation et relation clients et d'un DUGOS (diplôme universitaire gestionnaire des organisations sportives).